# El secreto de Santa Vittoria
El secreto de Santa Vittoria es una película estadounidense de 1969, producida y dirigida por Stanley Kramer, protagonizada por Anthony Quinn, Anna Magnani, Virna Lisi y Hardy Krüger en los papeles principales. Basada en la novela homónima de Robert Chrichton, ganó el  Globo de oro a la mejor película - Comedia o musical 1970.

## Argumento
A un pueblo vinatero del norte italiano llamado Santa Vittoria, llega la noticia de la muerte de Mussolini y del fin del fascismo. Un vecino buen bebedor, Italo Bombolini (Anthony Quinn), decide subir a la torre de agua del pueblo para cubrir el lema fascista que él mismo pintó allí tiempo antes. Pero se acobarda en la bajada porque ha bebido para darse ánimos y los vecinos se agolpan para ver como lo logrará. A su esposa y dueña de la taberna, harta del inútil de su marido, parece importarle poco si se rompe la crisma. Uno de ellos comienza a gritar su apellido para animarlo y pronto todos lo siguen. 
El consejo fascista del pueblo, al oír esto, cree que la gente lo ha elegido como su nuevo líder, y se rinden ante él, nombrándolo como nuevo alcalde. Bombolini acepta, creyendo que le puede sacar partido a la situación. Salvo al que lo nombra, manda encerrar a todos los demás. Al poco tiempo se entera de que una columna del ejército alemán pasará por el pueblo en su retirada de Italia, y requisará toda la producción de vino vermut, el único tesoro de pueblo, que alcanza más de un millón trescientas mil botellas.
Paralelamente, ha llegado al pueblo una condesa (Virna Lisi) que posee allí una gran casa. Casi a la vez llega un desertor del ejército italiano, al que ella oculta en su vivienda y que es quien da la idea a Bombolini de esconder las botellas en una caverna romana, en los varios pasajes que salen del centro, tapándolos luego con obra. El nuevo alcalde así lo hace con la participación de todos los vecinos. Discuten los cargos recién nombrados por el alcalde cuantas botellas van a entregar y alcanzan el acuerdo de entregar trescientas mil. 
La condesa y el desertor se enamoran. 
Llega la columna alemana y su comandante, Sepp Von Prum (Hardy Krüger) exige la entrega de todo el de vino, que tengan en el pueblo. Bombolini comienza un juego melodramático, con tremendos aspavientos de este como si le estuviesen arrancando las entrañas y le ofrece las trescientas mil botellas, diciendo que es todo lo que tiene.
El alemán se ve presionado por la Gestapo y por el contable de la casa que compra el vermut que afirma que en el pueblo hay, según sus cuentas, más de un millón trescientas mil botellas. Así que bastantes soldados se dedican a registrar casa por casa, la iglesia, etc., y todo recoveco del pueblo. Pero no encuentran vino, lo cual Sepp Von Prum transmite al de la Gestapo.
El alemán se ha encaprichado de la condesa y consigue cenar con ella. Cenar y dormir. Ella no ha podido negarse y así lo comprende, celoso, el desertor. 
El alemán finalmente se ve obligado a continuar la retirada, y en plena plaza del pueblo ante todos los vecinos, saca su pistola y amenaza con matar a Bombolini si no le dicen donde están las botellas, pero los italianos callan. Frustrado, el oficial alemán se guarda la pistola.
Bombolini retoma la situación y le regala una botella de despedida al oficial alemán. Este le pregunta si esta seguro de que le sobre esa botella a lo que Bombolini le contesta: «¡Oh! Hay... hay un millón más de donde ha salido esa, capitán». Ya sin la presencia de los alemanes, estalla la alegría en Santa Vittoria. Bombolini y su esposa se reconcilian en el baile final cuando los alemanes se han marchado.
- Datos: Q1168227
- Multimedia: The Secret of Santa Vittoria / Q1168227